# Dominik Wawrzyniec Błażowski
Dominik Wawrzyniec Błażowski herbu Sas – podstoli lwowski w latach 1770–1792, cześnik lwowski w latach 1765–1770, podstarości lwowski w latach 1765-1775, sędzia grodzki lwowski w latach 1754–1755, wojski lwowski w latach 1748–1765, sędzia kapturowy ziemi lwowskiej w 1764 roku.
W 1764 roku był elektorem Stanisława Augusta Poniatowskiego z województwa ruskiego.